# Jacques Coudert
Pour les articles homonymes, voir Coudert.
Jacques Coudert, né le 30 juillet 1908 au Raincy (Seine-et-Oise) et mort le 17 septembre 1988 à Meilhards (Corrèze), est un homme politique français.

## Détail des fonctions et des mandats
Mandat parlementaire
- 26 septembre 1971 - 1er octobre 1980 : Sénateur de la Corrèze

Mandat locaux
- 1945-1971 : maire de Saint-Pardoux-le-Vieux (Corrèze)
- 1973- : Conseiller régional du Limousin